# Begonia ampla
Begonia ampla é uma espécie de Begonia.

## Sinônimos
- Begonia duruensis De Wild.